# Латроб-Веллі
Летроб-Веллі — буровугільний басейн в Австралії. Знаходиться у штаті Вікторія.
Летроб-Веллі забезпечує близько 90 відсотків видобутку бурого вугілля в Австралійському Союзі.
Басейн простягнувся вздовж річки Летроб на 200 кілометрів, ширина смуги басейну близько 70 км, потужність порядку 400 метрів.
Достовірно розвідані ресурси — 64,9 млрд т (1983).
Розробка родовищ проводиться відкритим способом.